# 노멀 루트
노멀 루트(normal route; voie normale; Normalweg)는 산꼭대기를 오르내릴 때 가장 많이 사용되는 길이다. 보통 가장 간단한 경로이다.